# Balance, Not Symmetry
Balance, Not Symmetry ist ein Filmdrama von Jamie Adams, das am 23. Juni 2019 im Rahmen des Edinburgh International Film Festival seine Premiere feierte und am 2. August 2019 in die Kinos im Vereinigten Königreich kam. Es handelt sich um eine moderne Version von Romeo und Julia, die aus der Sicht von Julia erzählt wird.

## Handlung
Die privilegierte Shirley-Caitlin Walker geht zum Studieren an die Glasgow School of Art. Als ihr Vater unerwartet stirbt, wird ihre Existenz gefährdet, und sie weiß nicht, ob sie die Unterstützung ihrer Mutter Mary in Anspruch nehmen will.

## Produktion
Regie führte Jamie Adams, der den Film zusammen mit Maggie Monteith auch produzierte. Das Drehbuch schrieb der walisische Regisseur gemeinsam mit Simon Neil, dem Frontmann der schottischen Rockband Biffy Clyro.
Laura Harrier ist in der Hauptrolle der Kunststudentin Shirley-Caitlin Walker zu sehen, die an der Glasgow School of Art studiert und deren privilegierte Existenz durch den unerwarteten Tod ihres Vaters gefährdet ist. Kate Dickie spielt ihre Mutter Mary Walker. Bria Vinaite übernahm die Rolle ihrer Kommilitonin Hannah. In weiteren Rollen sind Freya Mavor und Martin Bell sowie Tamsin Egerton und Shauna Macdonald zu sehen.
Die Dreharbeiten wurden Mitte September 2018 in Glasgow begonnen.
Die Filmmusik wurde speziell für den Film von der Rockband Biffy Clyro geschrieben. Im Mai 2019 veröffentlichte das schottische Trio mit Balance, Not Symmetry den ersten Song aus dem Soundtrack.
Die Premiere erfolgte am 23. Juni 2019 beim Edinburgh International Film Festival. Am 2. August 2019 kam der Film in die Kinos im Vereinigten Königreich.